# Eschertshofen
Eschertshofen ist ein Gemeindeteil der Gemeinde Pilsach im Landkreis Neumarkt in der Oberpfalz in Bayern.

## Geographie
Eschertshofen liegt im oberpfälzischen Jura im Tal der Schwarzen Laber auf circa 499 m ü. NHN. Durch das Dorf verläuft die Kreisstraße NM 14. Es zweigen hier zwei Gemeindeverbindungsstraßen ab, die eine führt in nördlicher Richtung nach Giggling, die andere in südöstlicher Richtung nach Hilzhofen.

## Geschichte
Eschertshofen ist wohl identisch mit dem um 981 urkundlich genannten Aeschericheshofen (im Sinne „zu den Höfen des Aescherich/Ascarich“, von „asc“ = Esche, Lanze; nach anderer Deutung kommt der Ortsname von dem Bach Esch). Hier besaßen die Landgrafen von Leuchtenberg Lehengüter, die sie an Adelsgeschlechter weitergaben. Im 14. Jahrhundert besaßen die Schweppermänner, dann im frühen 15. Jahrhundert durch Kauf die Loterbecken, bald darauf wieder die Schweppermänner den Sitz Eschertshofen. Der Sitz, der auf einer Erhebung stand, wurde im Dreißigjährigen Krieg zerstört und nicht wieder aufgebaut. Weitere Besitzer des Dorfes waren der Neumarkter Bürger Heinrich der Hinterheinz, die Herren Hözl von Ehrenfriedesdorf, die Edlen von Leyzenbrunnen, Hanns Jakob Hund von und zu Wenkheim, Bürgermeister Eder von Neumarkt und der Kerschensteiner. 1598 wurde durch Kurfürst Friedrich der Stadt Neumarkt ausdrücklich die Niedergerichtsbarkeit über Eschertshofen zugestanden. 1599 trennte sich Neumarkt von diesem Besitz durch Verkauf an Michael Löfen/Loefen, dem kurfürstlicherseits die Landsassenfreiheit zugestanden wurde. Verwaltet wurde das Dorf gemeinsam mit der Hofmark Heimhof, die 1808 und damit auch Eschertshofen, bestehend aus fünf Gütern und dem Hirtenhaus, von Bayerns König eingezogen wurde. Ein sechstes Gut, ein Halbhof, gehörte bis zu Ende des Alten Reiches dem Klosterrichteramt Gnadenberg.
Im Königreich Bayern wurde um 1810 der Steuerdistrikt Laaber gebildet, zu dem neben Laaber selber und Giggling Eschertshofen gehörte. Mit dem zweiten Gemeindeedikt von 1818 kam Eschertshofen an die Ruralgemeinde Dietkirchen im Landgericht Kastl.
In Eschertshofen lebten
- 1809 62 Einwohner (9 Häuser),[7]
- 1836 50 Einwohner (9 Häuser),[8]
- 1861 68 Einwohner (27 Gebäude),[9]
- 1871 56 Einwohner (22 Gebäude; an Großviehbestand 8 Pferde und 58 Stück Rindvieh),[10]
- 1900 55 Einwohner (9 Wohngebäude),[11]
- 1925 67 Einwohner (9 Wohngebäude),[12]
- 1937 58 Einwohner (nur Katholiken),[13]
- 1950 68 Einwohner (11 Wohngebäude).[14]
- 1987 59 Einwohner (18 Gebäude mit Wohnraum, 19 Wohnungen),[15]

Heute sind 41 Hausnummern vergeben.
Zum Abschluss der bayerischen Gebietsreform wurde die Gemeinde Dietkirchen  und damit auch Niederhofen zum 1. Januar 1978 nach Pilsach eingemeindet.

## Kirchliche Verhältnisse
Eschertshofen gehörte seit altersher zur katholischen Pfarrei Dietkirchen des Klosters Kastl im Bistum Eichstätt. Von 1540 bis 1626 war mit Pfalz-Neuburg Dietkirchen und damit auch Eschertshofen evangelisch. 